# Platygaster varicornis
Platygaster varicornis (лат.) — вид мелких наездников из семейства Platygastridae. Европа: Дания. Длина тела около 1,4 мм. Основная окраска чёрная, сегменты брюшка А1—А5 и ноги красные, мандибулы и последний членик лапок более темные. Брюшко примерно такой же длины, как голова и мезосома вместе взятые, в 0,9 раза больше ширины груди. Первый тергит T1 нерегулярно зазубренный; Т2 исчерченный в базальных ямках до двух пятых длины, промежуток между ними почти гладкий; Т4—Т6 с волосками. Усики 10-члениковые. Сходен с видами Platygaster chloropus и Platygaster polita. Вид был впервые описан в 1999 году датским энтомологом Петером Булем (Peter Neerup Buhl, Дания) вместе с Platygaster ungeri, Platygaster praecox и Platygaster rufitibia.